# اراتو ارمنستان
اراتو ملکه ارمنستان از دودمان آرتاشسی بود. او به عنوان ملکه مشتری رومی از ۱۰ قبل از میلاد تا ۲ قبل از میلاد به همراه برادر و شوهرش، پادشاه تیگران چهارم، حکومت کرد. پس از چند سال زندگی در تبعید سیاسی، او به عنوان ملکه مشتری رومی از ۶ تا ۱۲ با تیگران پنجم، خویشاوند دور پدری و همسر دوم احتمالی اش، حکومت کرد. او را می توان یکی از آخرین حاکمان موروثی ملت خود دانست.